# Canon PowerShot S10
Pour les articles homonymes, voir S10.
S20
Le PowerShot S10 est un appareil photo numérique compact produit par Canon et lancé en octobre 1999. C'est le premier appareil de la gamme PowerShot S.
Le Canon PowerShot S20 qui lui succède est d'aspect extérieur identique.

## Caractéristiques
- capteur CCD 2 millions de pixels
- zoom optique 2x (35-70 mm en équivalent 24×36) f/2,8-4,0
- écran LCD TFT 1,8"
- vitesse d'obturation 2 s - 1/1 000 s
- carte mémoire CF
- poids 270 g (sans batterie)
- batterie NB-5H optionnelle